# 改造への躍動
『改造への躍動』（かいぞうへのやくどう）は、ゲルニカのデビューアルバム。1982年06月21日アルファレコード-YENレーベルより発売。

## 概要
本作は戸川純がボーカルとしてデビューを果たした作品であり、細野晴臣がプロデューサーとして参加した。
- 上野耕路演奏によるオンドマルトノ、シンセサイザー、キーボードが使用された。（ピアノやヴァイオリンの演奏もある）。
- 歌詞や説明書きには歴史的仮名遣と旧字体が使われているが、これは作詞を手がけた太田螢一とFOXによる自己流とブックレットに断り書きが記載されている。
- ゲルニカはこの後、休止になり、各ソロ・アルバム（戸川純『玉姫様』、上野耕路『Music For Silent Movies』、太田螢一『太田螢一の人外大魔境』）が発売された。ゲルニカの再始動は1988年、アルバム『新世紀への運河』になる。
- 1990年にCD化された際にオリジナルの11曲に加えてシングル「銀輪は唄う」とカップリング「マロニエ読本」が追加収録され、13曲入りで発売された（以後CD再発盤も13曲）。
- 2002年、ゲルニカ20周年記念ボックス『GUERNICA IN MEMORIA FUTURI』Disc1にCD化時の13曲+ボーナストラック6曲が収録された。
- 2006年、ソニー・ミュージックダイレクトより戸川純関連アルバム9作（上野耕路、戸川京子作品含む）がデジタルリマスタリングされた音源が復刻版CD紙ジャケット仕様で発売された。ジャケットはオリジナル・レコード盤ではE式であったが、CD紙ジャケット盤ではA式になり、オリジナルを再現していない。

## 収録曲
| 作詞：太田螢一、フォックス（「カフェ・ド・サヰコ」のみ）／作曲・編曲：上野耕路                                                         |         |                                                             | | |
| CD | LP・CT  | 曲名                                                        | 曲名                                                                                                   | 曲名 |
| 01 | SIDE1-1 | ブレヘメン                                                  | ブレヘメン                                                                                             | ブレヘメン |
| 02 | SIDE1-2 | カフェ・ド・サヰコ                                          | カフェ・ド・サヰコ                                                                                     | カフェ・ド・サヰコ |
| 03 | SIDE1-3 | 工場見学                                                    | 工場見学                                                                                               | 工場見学 |
| 04 | SIDE1-4 | 夢の山嶽地帯                                                | 夢の山嶽地帯                                                                                           | 夢の山嶽地帯 |
| 05 | SIDE1-5 | 動力の姫                                                    | 動力の姫                                                                                               | 動力の姫 |
| 06 | SIDE1-6 | 落日                                                        | 落日                                                                                                   | 落日 |
| 07 | SIDE2-1 | 復興の唄                                                    | 復興の唄                                                                                               | 復興の唄 |
| 08 | SIDE2-2 | 潜水艦                                                      | 潜水艦                                                                                                 | 潜水艦 |
| 09 | SIDE2-3 | 大油田交響楽                                                | 大油田交響楽                                                                                           | 大油田交響楽 |
| 10 | SIDE2-4 | スケエテヰング・リング                                      | スケエテヰング・リング                                                                                 | スケエテヰング・リング |
| 11 | SIDE2-5 | 曙                                                          | 曙 | 曙 |
| 以下楽曲はCD化以降に追加収録。 |         |                                                             | | |
| |         | CD（13曲）                                                  | CD(19曲／『GUERNICA IN MEMORIA FUTURI』Disc.01／TECN-42858)                                            | CD(19曲／特別拡大版／MHCL-20131) |
| 12 | 12      | 銀輪は唄う                                                  | 銀輪は唄う                                                                                             | 銀輪は唄う |
| 13 | 13      | マロニエ読本                                                | マロニエ読本                                                                                           | マロニエ読本 |
| 14 | 14      |                                                             | 戒厳令（デモ・テープ/1981）※                                                                           | 夢の端々 カセット・テープ『音版ビックリハウス〜ウルトラサイケ・ビックリパーティー』収録曲。 17枚組BOX『YEN Box Vol.1』のDisc.11として初CD化。 |
| 15 | 15      | 蘇州夜曲（デモ・テープ/1981) 作詞：西條八十／作曲：服部良一 | マロニエ読本（Remix Version） V.A.『YEN卒業記念アルバム』収録曲。                                      | |
| 16 | 16      | 潛水艦（デモ・テープ/1981)※                                 | 工場見學（オリジナル・カラオケ） V.A.18枚組BOX『YEN Box Vol.2』Disc.18「Bonus Disc : Female」収録曲。  | |
| 17 | 17      | 動力の姫（新宿ロフト・ライブ/1982.7.24)※                    | 銀輪は唄う（オリジナルカラオケ） V.A.17枚組BOX『YEN Box Vol.1』Disc.17「Bonus Disc」収録曲。           | |
| 18 | 18      | 銀輪は唄う（渋谷ライブ・イン・ライブ/1988.11.9)※            | マロニエ読本（オリジナル・カラオケ） V.A.17枚組BOX『YEN Box Vol.1』Disc.17「Bonus Disc」収録曲。       | |
| 19 | 19      | 潛水艦（渋谷ライブ・イン・ライブ/1988.11.9)※                | 夢の端々（オリジナル・カラオケ）) V.A.18枚組BOX『YEN Box Vol.2』Disc.18「Bonus Disc : Female」収録曲。 | |
| ※印の楽曲は2009年発売の戸川純9枚組BOX『TEICHIKU WORKS JUN TOGAWA〜30TH ANNIVERSARY〜』Disc.06のゲルニカ「LIVE & DEMO」にも収録された。 |         |                                                             | | |

## クレジット
- ゲルニカ：戸川純、上野耕路、太田螢一
- 歌唱：戸川純
- 演奏：上野耕路・飯尾芳史（MC4）（「大油田交響楽」）

- 監修者：細野晴臣
- 管理者：小尾一介（アルファレコード）
- 世話役：篠原恵子（アルファレコード）
- 記録技師：飯尾芳史（アルファ・アンド・アソシエイツ
- 音盤彫刻家：湯浅博（JVCカッティングセンター青山）
- 録音所：上野家本宅、音羽LDKスタジオ
- 録音期間：昭和五十四年八月より同五十七年五月
- 美術考案：太田螢一、フォックス博士
- 写真術：廣瀬タダシ
- 衣装及び美装：阿部はるみ、興津信弘青年
- 以下の方々の御協力に対し、製作者一同深く御礼申し上げます。

興津武雄、上野恵美子（パリー美容室院主）、比賀江靖夫、阿部甲子、ザ・スチゥヂヲ
- Directed：細野晴臣
- Executive Producers: 細野晴臣、高橋幸宏

### 再発盤クレジット
- 2006年盤、2016年盤リマスタリング：酒井秀和
- 2006年盤、2016年盤リイシュー・デザイン：安福充晴

## 発売形態
| 形態         | 発売日         | 品番                            | 発売元                                                                     | 備考 |
| ------------ | -------------- | ------------------------------- | -------------------------------------------------------------------------- | --- |
| LP           | 1982年06月21日 | YLR-20001                       | アルファレコード/YEN 販売元：ビクター音楽産業→ワーナー・パイオニア         | オリジナル発売日 |
| CT           | 1982年03月25日 | YLC-20001                       | アルファレコード/YEN 販売元：ビクター音楽産業                              | |
| CD           | 1990年02月24日 | ALCA-4                          | アルファレコード 販売元：ワーナー・パイオニア→日本コロムビア（1991年以降） | 【初CD化】上野耕路『Music For Silent Movies』、太田螢一『太田螢一の人外大魔境』などと共にCD化。裏ジャケットは他のCD化の作品と共に統一デザインになっている。 |
| CD           | 1994年12月21日 | ALCA-9124                       | アルファミュージック 販売元：東芝EMI                                       | 【CD再発】 |
| CD           | 1996年07月24日 | ALCA-5076                       | アルファミュージック 販売元：東芝EMI                                       | 【CD BOX】17枚組BOX SET『YEN Box Vol.1』のDisc.04として。 単独発売なし。1996年リマスタリング/紙ジャケット仕様（E式を再現、帯は未付属）                      |
| CD           | 2002年12月04日 | TECN-42858                      | テイチクエンタテインメント                                                 | 【CD BOX】3枚組『GUERNICA IN MEMORIA FUTURI』のDisc.01として。 単独発売、個別ジャケットなし。13曲＋ボーナストラックとして未発表音源6曲収録。                |
| CD           | 2006年02月22日 | MHCL-711                        | Sony Music Direct                                                          | 【CD再発】 ※完全限定生産盤 2006年デジタルリマスタリング/紙ジャケット仕様（E式を再現していない）                                                             |
| CD           | 2008年03月12日 | MHCL-711 （2006年盤と同一型番） | Sony Music Direct                                                          | 【CD再発】 ※アンコールプレス（2006年紙ジャケの再生産盤） 品番、発売日クレジットは2006年盤と同じ、未開封のビニールに「アンコールプレス」シール貼付。         |
| Blu-spec CD  | 2011年05月11日 | MHCL-20131                      | Sony Music Direct                                                          | 【CD再発】 ※2006年盤をBlu-spec CD化。完全限定生産盤 2006年デジタルリマスタリング/紙ジャケット仕様（E式を再現していない）                                    |
| Blu-spec CD2 | 2016年12月21日 | MHCL-30425                      | Sony Music Direct                                                          | 【CD再発】『改造への躍動〜特別拡大版〜』として13曲＋6曲追加収録。 2016年デジタルリマスタリング。                                                            |

### 音楽配信
※ダウンロード販売で、音楽配信されている。
| 形態         | 発売日         | 配信サイト       | 発売元            | 備考 |
| ------------ | -------------- | ---------------- | ----------------- | --- |
| 配信         | 2014年02月06日 | iTunes、mora他。 | Sony Music Direct | 2006年デジタルリマスタリング。                                                                              |
| 配信         | 2016年12月21日 | iTunes、mora他。 | Sony Music Direct | 『改造への躍動〜特別拡大版〜』として13曲＋6曲追加収録。 2016年デジタルリマスタリング。                      |
| ハイレゾ配信 | 2016年12月21日 | mora他。         | Sony Music Direct | 【初ハイレゾ音源化】 『改造への躍動〜特別拡大版〜』として13曲＋6曲追加収録。 2016年デジタルリマスタリング。 |